# Adrien Delorme
Pour les articles homonymes, voir Delorme.
Adrien Delorme (1722-1791) est un ébéniste français.
Adrien Delorme est reçu Maître ébéniste le 22 juin 1748. Établi rue du Temple à Paris, il est réputé pour ses marqueteries, ses laques et ses vernis dans le goût de l'Extrême-Orient. Il fut actif jusqu'en 1783, date à laquelle son stock est vendu.